# Storia d'amore
Pour plus de détails, voir Fiche technique et Distribution.
Storia d'amore est un film italien réalisé par Francesco Maselli, sorti en 1986.

## Synopsis
Bruna est une jeune fille qui a réussi, avec difficultés, à se construire une indépendance économique. Elle vit dans la Rome prolétaire. Elle prend le bus tous les matins pour aller travailler dans une entreprise de nettoyage. Elle fait la connaissance de Sergio avec qui elle se met en couple. Elle rencontre plus tard un autre homme, Mario, avec qui elle entame une relation cachée mais décide ensuite de quitter Sergio. Ce dernier n'arrive pas à la faire sortir de sa vie et continue de graviter autour d'elle. Par compassion, Bruna accueille alors Sergio chez elle et Mario. Un triangle relationnel se forme mais Bruna en est progressivement exclue au fur et à mesure que la complicité grandit entre les deux hommes. 

## Fiche technique
- Titre français : Storia d'amore
- Réalisation : Francesco Maselli
- Scénario : Francesco Maselli et Fiore De Rienzo
- Photographie : Maurizio Dell'Orco
- Musique : Giovanna Marini
- Costumes : Lina Nerli Taviani
- Production : Carlo Tuzii
- Pays d'origine : Italie
- Format : Couleurs - 1,66:1 - Mono
- Genre : romance
- Durée : 109 minutes
- Date de sortie : 1986

## Distribution
- Valeria Golino : Bruna Assecondati
- Blas Roca-Rey : Sergio
- Livio Panieri : Mario
- Luigi Diberti : le père de Bruna
- Gabriella Giorgelli : la mère de Sergio